# Abbattimento del Mil Mi-24 armeno del 2014
Il 12 novembre 2014, un elicottero d'attacco armeno Mil Mi-24 (nome in codice NATO "Hind") fu abbattuto dalle forze armate azere durante il conflitto del Nagorno-Karabakh, uccidendo tutti e tre i membri dell'equipaggio.

## Eventi
Secondo la parte armena, l'elicottero apparteneva all'Esercito di difesa separatista del Nagorno-Karabakh e stava partecipando da una settimana alle esercitazioni militari congiunte dell'Unità armeno-NKR nella regione contesa. Una nota rilasciata dal ministero della Difesa azero affermò che l'elicottero apparteneva alle forze armate dell'Armenia e si stava preparando ad attaccare le posizioni azere nel distretto di Agdam. Tale dichiarazione fu respinta dai funzionari del ministero della Difesa armeno e del NKR, che affermarono che l'elicottero non era armato e non era entrato nello spazio aereo azero.
Secondo l'analista britannico Thomas de Waal, l'elicottero fu abbattuto "nella terra di nessuno tra i due eserciti", aggiungendo che "non stava attaccando le posizioni azere ma era apparentemente entrato in una zona di interdizione al volo informale di cinque chilometri che le due parti avevano accordato".
Il militare azero che abbatté l'elicottero, Ilkin Muradov, fu insignito della medaglia di 3º grado "per il distinto servizio militare" e di un prezioso premio.
L'analista Thomas de Waal ha descritto l'abbattimento come "il peggior incidente militare in più di 20 anni dal cessate il fuoco". Lo stesso giorno, sui media azeri apparvero filmati che intendevano mostrare il momento dell'abbattimento. Si vedono due Mi-24 volare paralleli alla linea di contatto, quando si sente fuori dallo schermo il lancio di un missile terra-aria, identificato come un Igla-S MANPAD e uno degli elicotteri viene colpito schiantandosi al suolo.
Dopo l'abbattimento, la parte armena affermò che le forze azere avevano continuato a sparare sul luogo dell'incidente, impedendo per diversi giorni alle forze armene di recuperare i corpi. Il 22 novembre 2014, secondo la parte armena, unità delle forze speciali armene recuperarono con successo i corpi dei tre piloti armeni, insieme a parti dell'elicottero. Durante l'operazione, la parte armena sostenne che due soldati azeri che tentarono di impedire il recupero dei resti dei piloti furono uccisi. La parte armena non subì vittime. Il ministero della Difesa azero respinse le affermazioni della parte armena sullo svolgimento dell'"operazione speciale" su questo territorio. Secondo il ministero della Difesa azero, questi territori erano completamente sotto il controllo delle forze armate azere. Esperti militari azeri sui voli dell'aviazione affermarono che i materiali video forniti dalla parte armena che mostravano i corpi, erano in realtà materiali accuratamente modificati.
"Hay Zinvour", il giornale ufficiale del ministero della Difesa dell'Armenia, confermò che tre membri deceduti dell'equipaggio erano stati addestrati presso l'Istituto per l'aviazione militare di Yerevan. L'equipaggio era composto dal maggiore Serghey Sahakyan, dal tenente maggiore Sargis Nazaryan, e dal tenente Azat Sahakyan, insigniti di un riconoscimento al valore il 22 novembre dal Presidente della Repubblica del Nagorno Karabakh Bako Sahakyan. I tre ufficiali uccisi, secondo la parte armena, furono sepolti con tutti gli onori militari il 25 novembre nel cimitero militare di Yerevan, Yerablur. Il giorno precedente, i loro corpi erano stati deposti nella chiesa di San Sarkis nel distretto di Nor Nork per una cerimonia di addio alla quale partecipò il presidente Serzh Sargsyan, il primo ministro Hovik Abrahamyan, il ministro della Difesa Seyran Ohanyan e altri funzionari.

## Reazioni
Dichiarazioni:
- Armenia — Il ministero degli Esteri ha "condannato fermamente" l'abbattimento, aggiungendo che "la parte azera sta violando gravemente gli impegni sulla risoluzione pacifica del conflitto raggiunti durante i recenti vertici". Il portavoce del ministero della Difesa Artsrun Hovannisian ha avvertito che "Le conseguenze di questa escalation di tensione senza precedenti saranno molto dolorose per l'Azerbaigian".[2]
- Azerbaigian — Nella dichiarazione rilasciata il 20 novembre 2014, il Ministero degli Affari Esteri afferma che "...due elicotteri d'attacco "Mi-24" delle forze aeree dell'Armenia si sono avvicinati e hanno effettuato manovre di attacco nelle immediate vicinanze delle posizioni delle forze armate della Repubblica dell'Azerbaigian vicino al villaggio di Kengerly nel distretto occupato di Agdam della Repubblica dell'Azerbaigian". Il ministero aggiunge anche che "L'elicottero abbattuto appartiene alla base aerea n. 15 di stanza nella base militare di Erebuni vicino a Yerevan, la Repubblica dell'Armenia (ovvero non il NKR), e i suoi membri dell'equipaggio erano militari delle forze armate armene. Questi sono un'altra manifestazione dell'aggressione dell'Armenia, il suo coinvolgimento diretto nell'occupazione dei territori e il continuo uso della forza contro la Repubblica dell'Azerbaigian" e fa riferimento alla risoluzione 853 del Consiglio di sicurezza delle Nazioni Unite adottata nel 1993.[15]